# 1 + 2 + 3 + 4 + · · ·
La somma di tutti i numeri naturali, anche scritta 1 + 2 + 3 + 4 + ... o mediante il simbolo di sommatoria come
{\displaystyle \sum _{n=1}^{\infty }n}
è una serie divergente; la somma dei primi {\displaystyle n} termini della serie può essere trovata con la formula {\displaystyle \sum _{k=1}^{n}k={\frac {n(n+1)}{2}}}.
Essa può essere utilizzata per ottenere un certo numero di risultati matematicamente interessanti, tali da permettere applicazioni in altri campi quali l'analisi complessa, la teoria quantistica dei campi e la teoria delle stringhe.

## Somme parziali
La formula si verifica per induzione su {\displaystyle n}.
- Base dell'induzione: dobbiamo dimostrare che l'affermazione {\displaystyle P(n)} è vera per {\displaystyle n=0}, cioè, sostituendo, che {\displaystyle 0={\frac {0\cdot 1}{2}}}, e in effetti c'è ben poco da lavorare, si tratta di un calcolo elementare.
- Passo induttivo: dobbiamo mostrare che per ogni {\displaystyle n} vale l'implicazione {\displaystyle P(n)\Rightarrow P(n+1)}, cioè, sostituendo:

{\displaystyle 0+1+2+3+4+\ldots +n={\frac {n(n+1)}{2}}\quad \Rightarrow \quad 0+1+2+3+4+\ldots +n+(n+1)={\frac {(n+1)((n+1)+1)}{2}}.}
Dunque dobbiamo assumere che sia vero
{\displaystyle P(n)\quad \equiv \quad 0+1+2+3+4+\ldots +n={\frac {n(n+1)}{2}},}
lavorare su questa uguaglianza e concludere con l'analoga uguaglianza per {\displaystyle n+1}, vale a dire:
{\displaystyle P(n+1)\quad \equiv \quad 0+1+2+3+4+\ldots +n+(n+1)={\frac {(n+1)((n+1)+1)}{2}}.}
Potremmo ad esempio aggiungere {\displaystyle n+1} a entrambi i membri dell'uguaglianza {\displaystyle P(n)}:
{\displaystyle 0+1+2+3+4+\ldots +n+(n+1)={\frac {n(n+1)}{2}}+(n+1),}
poi facciamo qualche semplice passaggio algebrico:
{\displaystyle 0+1+2+3+4+\ldots +n+(n+1)={\frac {n(n+1)}{2}}+{\frac {2(n+1)}{2}},}
{\displaystyle 0+1+2+3+4+\ldots +n+(n+1)={\frac {(n+1)(n+2)}{2}},}
{\displaystyle 0+1+2+3+4+\ldots +n+(n+1)={\frac {(n+1)((n+1)+1)}{2}},}
e quest'ultima uguaglianza è esattamente {\displaystyle P(n+1)}. Questo conclude la dimostrazione del passo induttivo. Quanto fatto è una verifica e non una dimostrazione in quanto contiene direttamente il risultato, e non mostra invece il processo di ragionamento che ha portato, per via di intuizione, procedimento costruttivo o altro, alla formula chiusa risultato.
La dimostrazione di tale risultato invece può essere effettuata, seguendo il giovane Gauss che per primo la realizzò all'età di sette anni, riscrivendo la somma in modo riflesso e sommando i termini di uguale posto, ossia:
{\displaystyle {\begin{cases}1+2+3+4+\cdots +100=x\\100+99+98+97+\cdots +1=x.\end{cases}}}
Sommando per colonne si ottiene: {\displaystyle 101+101+101+101+\cdots +101=2x,} ossia {\displaystyle 101\cdot 100=2x,} da cui si ricava che {\displaystyle x={\tfrac {1}{2}}(101\cdot 100).}
Generalizzando, per un generico numero naturale {\displaystyle n} si ottiene {\displaystyle \sum _{k=1}^{n}k={\frac {n(n+1)}{2}}}.

## Esempio
La somma dei numeri {\displaystyle 1+2+\ldots +99+100} è:
{\displaystyle \sum _{k=1}^{100}k={\frac {100(100+1)}{2}}={\frac {10100}{2}}=5050.}

## Somma dei numeri naturali utilizzando metodi euristici
Srinivasa Ramanujan scrisse nel capitolo 8 del suo taccuino che la somma dei numeri naturali {\displaystyle 1+2+3+4\ldots =-1/12.} Questa conclusione arrivò dopo che ebbe notato che si poteva trasformare la serie {\displaystyle 1+2+3+4\ldots } in 1 − 2 + 3 − 4 + · · · sottraendo 4 al secondo termine, 8 al quarto, 12 al sesto e così via. Il totale sottratto era quindi {\displaystyle 4+8+12+16\ldots ,} ossia quattro volte la serie originale. Quindi, chiamando la serie {\displaystyle c},
{\displaystyle c=1+2+3+4\ldots }
{\displaystyle 4c=4+8+12+16\ldots }
{\displaystyle -3c=c-4c=(1+2+3+4\ldots )-(4+8+12+16+\ldots )=1-2+3-4\ldots }
Quest'ultima serie {\displaystyle s=}1 − 2 + 3 − 4 + · · · era già stata calcolata come uguale a 1/4 poiché:
{\displaystyle {\begin{array}{rclllll}4s&=&&(1-2+3-4+\cdots )&+(1-2+3-4+\cdots )&+(1-2+3-4+\cdots )&+(1-2+3-4+\cdots )\\&=&&(1-2+3-4+\cdots )&+1+(-2+3-4+5+\cdots )&+1+(-2+3-4+5+\cdots )&-1+(3-4+5-6+\cdots )\\&=&1+[&(1-2-2+3)&+(-2+3+3-4)&+(3-4-4+5)&+(-4+5+5-6)+\cdots ]\\&=&1+[&0+0+0+0+\cdots ]\\4s&=&1\end{array}}}
quindi
{\displaystyle -3c=1/4}
{\displaystyle c=-1/12.}
Ramanujan scrive una seconda volta a proposito di questa serie in una lettera indirizzata a Godfrey Harold Hardy e datata 27 febbraio 1913.
Ovviamente, trattandosi di una somma che va avanti all'infinito, la "dimostrazione" di Ramanujan non è applicabile nella pratica, poiché in questo caso saremmo prima o poi costretti a fermare la sequenza, ottenendo un risultato positivo. Pertanto, le serie infinite vanno maneggiate prima trovando la funzione generale somma e poi passando al limite all’infinito. Infatti se si manipolano le serie infinite come fossero finite (come nella "soluzione" riportata da Ramanujan), è possibile dimostrare praticamente qualsiasi risultato (si veda sofisma algebrico).
Un'interpretazione migliore dell'uguaglianza (falsa) {\displaystyle 1+2+3+4\ldots =-1/12} si ha considerando la funzione zeta di Riemann:
{\displaystyle \zeta (s)={\frac {1}{1^{s}}}+{\frac {1}{2^{s}}}+{\frac {1}{3^{s}}}+\cdots =\sum _{n=1}^{\infty }{\frac {1}{n^{s}}},}
per ogni numero complesso {\displaystyle s} di parte reale {\displaystyle \mathrm {Re} (s)}maggiore di {\displaystyle 1}. Utilizzando il prolungamento analitico di tale funzione si può dimostrare che {\displaystyle \zeta (-1)=-1/12} e osservando che {\displaystyle \sum _{n=1}^{\infty }{\frac {1}{n^{-1}}}=1+2+3+4\ldots }, si ottiene l'uguaglianza (falsa) {\displaystyle 1+2+3+4\ldots =-1/12}. L'uguaglianza è falsa in quanto la definizione di {\displaystyle \zeta } in forma di serie non è valida in {\displaystyle -1} (e non lo è in generale per tutti i numeri aventi parte reale minore o uguale a 1), cioè non è vero che {\displaystyle \zeta (-1)=1+2+3+4\ldots }.

## Calcolo combinatorio
Si può notare che la somma dei primi {\displaystyle n} numeri coincide con le combinazioni di {\displaystyle n+1} elementi di classe 2:
{\displaystyle C_{n+1,2}={n+1 \choose 2}={\frac {(n+1)!}{(n+1-2)!\ 2!}}={\frac {(n+1)\cdot n\cdot (n-1)!}{2(n-1)!}}={\frac {n(n+1)}{2}}=\sum _{i=1}^{n}i.}